# برج چلسی

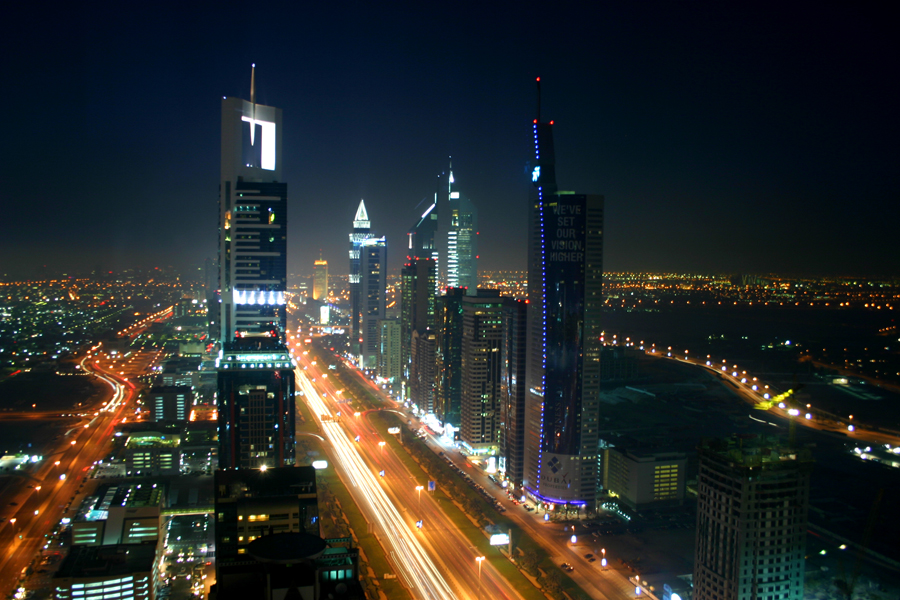
برج مسکونی چلسی

برج چلسی یک برج مسکونی واقع در دبی، امارات متحده عربی می‌باشد. ساخت و ساز این ساختمان ۲۰۰۲ شروع شد و ۲۰۰۵ به پایان رسید.
مساحت زیربنای این برج ۶۵٬۹۲۰ متر مربع، تعداد طبقاتش ۴۹ و ارتفاع آن ۲۳۰ متر و با احتساب آنتن نصب شده ۲۵۰ متر می‌باشد.